# DSC Weipert
Der DSC Weipert war ein Sportverein im aus der Stadt Weipert.

## Geschichte
Mindestens ab der Saison 1923/24 nahm die Mannschaft am Spielbetrieb des Mitteldeutschen Ballspielverbandes im Gau Obererzgebirge teil. In dieser Saison wurde die Liga aber erstmals erstklassig, abschließen konnte die Mannschaft diese mit 9:9 Punkten auf dem dritten Platz. Am Ende der Saison 1927/28 gelang dann als Erster in der Gauliga, die Qualifikation für die Endrunde um die Meisterschaft. In der 1. Vorrunde traf die Mannschaft dann auf den Plauener SuBC, dort unterlag die Mannschaft allerdings auswärts deutlich mit 12:0.
Nach der Saison 1931/32, in welcher die Mannschaft innerhalb des Gau Erzgebirge innerhalb der Staffel Obererzgebirge spielte, gelang dann noch einmal nach einem Entscheidungsspiel gegen den FC Cranzahl der Staffel Sieg. Im Gau-Finale um die Qualifikation zur Endrunde unterlag der Verein zuhause jedoch dem FC Saxonia Bernsbach mit 5:8. Am Ende der darauf folgenden Saison gelang erneut der Staffelsieg, jedoch musste man sich diesmal mit 9:12 nach Hin- und Rück- sowie Entscheidungsspiel dem SV Sturm Beierfeld geschlagen geben. Nach der Machtergreifung der Nationalsozialisten wurde der Verein in die Zweitklassigkeit versetzt. Spätestens am Ende des Zweiten Weltkriegs wurde der Verein aufgelöst.